# Patrick Blackett
Patrick Blackett, punim imenom Patrick Maynard Stuart Blackett (London,18. rujna 1897. – London, 13. srpnja 1974.), engleski fizičar. Diplomirao (1921.) na Sveučilištu u Cambridgeu. Radio u Cavendish laboratoriju (od 1921. do 1931.), bio profesor na sveučilištima u Londonu i Manchesteru. Koristio Wilsonovu maglenu komoru pri istraživanju pljuskova kozmičkog zračenja. Pritom je konstruirao specijalnu Wilsonovu komoru, kojoj je rad kontroliran Geiger-Müllerovim brojilima (maglena komora). Njemu se pripisuje i prva jasna demonstracija pretvorbe energije u kemijsku tvar (pretvorba gama-zračenja u elektronsko-pozitronski par). Njegova potpora razvoju radara tijekom Drugog svjetskog rata pokazala se spasonosnom za Veliku Britaniju. Za razvoj Wilsonove komore i otkrića u područjima nuklearne fizike i kozmičkoga zračenja dobio Nobelovu nagradu za fiziku 1948. Član Kraljevskog društva (eng. Royal Society) od 1933. i njegov predsjednik (od 1965. do 1970.).

## Wilsonova komora
Dok atomskim brojačima slušamo prolaze atoma, u Wilsonovoj komori možemo motriti njihove staze. Ovaj izvanredno važan mjerni instrument otkrio je C. T. R. Wilson 1911. Već davno prije Wilson se zanimao za pitanje, kako nastaju oblaci. On je u laboratoriju proizveo maglu pomoću naglog širenja (ekspanzije) zraka, koji je bio zasićen vodenom parom. Pri širenju zrak se naglo hladi, a prezasićene pare kondenziraju se na česticama prašine. U nizu pokusa Wilson je učinio zamašno otkriće da se kapljice stvaraju i onda ako je zrak potpuno očišćen od prašine. Što su tu bile jezgre za kondenziranje pare? Wilson je dokazao da su to ioni. Ako se ioni udalje električnim poljem, stvaranje maglice prestaje. Ta opažanja bila su kasnije temelj za gradnju te poznate komore.
U Wilsonovoj komori je zrak ili neki drugi plin zasićen vodenim parama. Naglim povlačenjem jednog zida komore može se obujam plina naglo povećati. U času širenja mogla je proći brza električno nabijena čestica. Ona je uzduž svoje staze stvorila mnoštvo iona. Na tim ionima sada se kondenziraju kapljice vode. U času ekspanzije komore staza brze čestice prekrivena je vodenim kapljicama. 
Wilson je učinio prva opažanja na alfa-česticama i beta-zrakama radioaktivnih tvari. Alfa-čestica stvara oko 100 000 iona na 10 mm svog puta. Njen trag je vrlo debeo. Magleni tragovi beta-zraka potpuno se podudaraju s tragovima elektrona iz katodnih zraka. Wilsonova komora najbolje je sredstva za raspoznavanje čestica.

## Kozmičke čestice
Kozmičke zrake ili kozmičko zračenje je zračenje visoke energije koje dopire na Zemlju iz svemira. Još u početkom 20. stoljeća opazilo se da se nabijeni elektroskopi nakon nekog vremena sami od sebe izbijaju čak i onda kada su smješteni u hermetički zatvorenoj posudi. Isprva se vjerovalo da je izbijanje posljedica ionizacije zraka, koja potječe od zračenja radioaktivnih tvari u Zemlji. No ubrzo se pokazalo da ta ionizacija ne opada s porastom visine, nego, naprotiv, neznatno raste. Na osnovi pokusa američkog fizičara austrijskoga podrijetla Victora Hessa, s ionizacijskim komorama koje su balonima bile podizane u vis, postavljena je teorija da zračenje koje uzrokuje ionizaciju potječe iz svemira, jer je utvrđeno da ne može dolaziti sa Sunca, jer se ionizacija nije promijenila za vrijeme potpune Sunčeve pomrčine 1912. Istraživanja idućih godina pokazala su da je kozmičko zračenje izvanredno prodorno i da se djelomično sastoji od električki nabijenih čestica. Pošto na kozmičke zrake djeluje Zemljino magnetsko polje, one se gibaju zavojito i nije moguće odrediti odakle dolaze.

## Paleomagnetizam
Paleomagnetizam je prirodni zaostali (remanentni) magnetizam sačuvan u stijenama, u mineralima koji sadrže željezo, nastalima u geološkoj prošlosti tijekom hlađenja i kristalizacije iz lave ili tijekom prekristalizacije (metamorfne stijene), pri čem je njihov magnetski dipol ostao usmjeren prema ondašnjemu magnetskom polu Zemlje. Kako se magnetski pol Zemlje tijekom geoloških razdoblja pomicao, iz poznate starosti stijena može se to pomicanje rekonstruirati mjerenjem paleomagnetizma osjetljivim magnetometrima. Kada se odredi ovisnost položaja Zemljina magnetskog pola o vremenskom razdoblju, moguć je i obrnut postupak, to jest određivanje vremena nastanka zaostalog magnetizma tla vezanoga više ili manje uz lokalne pojave, jer se on pojavljuje na primjer na mjestima udara munja pa i u pečenoj ilovači na mjestima nekadašnjih ognjišta, što se katkad koristi za datiranja u arheologiji.